# Gérard Philipe
Gérard Philipe (Cannes, 4 dicembre 1922 – Parigi, 25 novembre 1959) è stato un attore francese.

## Biografia
Era il figlio di Marcel Philipe (1893-1973), ricco albergatore e avvocato presso uno studio privato di Cannes, e Marie Elisa Villette (1894-1970), detta “Minou”, figlia di un pasticciere di origine ceca. Aveva un fratello maggiore di un anno, di nome Jean.
È ricordato soprattutto per Il diavolo in corpo (1947), diretto da Claude Autant-Lara e tratto dall'omonimo romanzo di Raymond Radiguet, una struggente storia d'amore che fece urlare di sdegno i moralisti, ma che per i giovani dell'epoca rappresentò una sorta di manifesto in cui essi ritrovarono le loro inquietudini, il loro desiderio d'amore, la loro polemica nei confronti delle generazioni che avevano fatto la guerra.
Gérard Philipe, bell’uomo dal volto intenso e appuntito, gli occhi languidi, la capigliatura ribelle, interpretando la parte di protagonista divenne l'incarnazione di questa rivolta, il simbolo di una gioventù psicologicamente fragile, inquieta, più crudele verso sé stessa che verso gli altri. Il personaggio si ripeté ne La Certosa di Parma (1947) di Christian-Jaque: l'eroe Stendhaliano Fabrizio Del Dongo era sostanzialmente identico al personaggio creato da Radiguet, proprio perché eternamente diviso tra la spinta ideale e un più concreto adattamento alla gretta realtà.
Gérard Philipe rimase sempre legato a un certo schema: pessimista senza speranza ne La via del rimorso (1948) di Yves Allégret; scettico arido in Le amanti di Monsieur Ripois (1953) di René Clément; tormentato e alcolizzato in Gli orgogliosi (1953), ancora di Allegret. Due sole volte affrontò ruoli vivaci e carichi di energia amorosa e di spensierata gioventù: in Fanfan la Tulipe (1952) e in Le diavolerie di Till (1956), che lui stesso diresse in collaborazione con Joris Ivens. Tra gli altri suoi film si ricordano: La bellezza del diavolo (1949) di René Clair, Il piacere e l'amore (La ronde, 1950) di Max Ophüls, Le belle della notte (1952) ancora di Clair, Il giocatore (1958) di Claude Autant-Lara e L'isola che scotta (1959) di Luis Buñuel.
Fu interprete di teatro, dal quale del resto proveniva dopo gli studi al Conservatoire national supérieur d'art dramatique. Già durante l'occupazione nazista della Francia aveva iniziato a calcare le scene dei teatri parigini e nel 1945 arrivò il grande successo grazie al Caligola scritto da Albert Camus. Negli anni cinquanta divenne una delle stelle più luminose del Festival d'Avignone, dove alternava testi classici (Pierre Corneille, Heinrich von Kleist e Alfred de Musset tra gli altri) a testi contemporanei (Henri Pichette e Jean Vauthier).
Impegnato anche politicamente, l'attore fu tra le prime celebrità a firmare nel 1950 l'appello di Stoccolma che, in piena guerra fredda, si opponeva alla corsa agli armamenti soprattutto nucleari. Venne eletto presidente del sindacato francese degli artisti e degli interpreti (S.F.A.) e si impegnò a favore di tutti i lavoratori di cinema e teatro. Nonostante fosse dichiaratamente legato al Partito Comunista Francese, in quello stesso periodo ebbe modo di frequentare con una certa regolarità Paul Marion, ex comunista, ex socialista e poi ministro dell'informazione sotto il regime collaborazionista di Vichy, che stava scontando la pena nel carcere di Clarivaux.
All'apice della notorietà, morì di tumore al fegato all'età di 36 anni. Come da sua volontà, venne sepolto con il costume di scena di Don Rodrigo, protagonista della pièce teatrale Le Cid. Breve come un sospiro, il libro su di lui scritto nel 1964 dalla moglie Nicole, fu un best seller, a dimostrazione della popolarità dell'attore in tutto il mondo.

## Filmografia
- Rondini in volo (Les Petites du quai aux fleurs), regia di Marc Allégret (1944)
- Lo scrigno dei sogni (La Boîte aux rêves), regia di Yves Allégret (1945) (non accreditato)
- Schéma d'une identification, regia di Alain Resnais (1946)
- Ouvert pour cause d'inventaire, regia di Alain Resnais (1946)
- Le Pays sans étoiles, regia di Georges Lacombe (1946)
- L'idiota (L'Idiot), regia di Georges Lampin (1946)
- Il diavolo in corpo (Le Diable au corps), regia di Claude Autant-Lara (1947)
- La Certosa di Parma (La Chartreuse de Parme), regia di Christian-Jaque (1947)
- La via del rimorso (Une si jolie petite plage), regia di Yves Allegret (1949)
- Tutte le strade portano a Roma (Tous les chemins mènent à Rome), regia di Jean Boyer (1949)
- La bellezza del diavolo (La Beauté du diable), regia di René Clair (1950)
- Il piacere e l'amore (La Ronde), regia di Max Ophüls (1950)
- Ricordi perduti (Souvenirs perdus), regia di Christian-Jaque (1950)
- Juliette o la chiave dei sogni (Juliette ou La clef des songes), regia di Marcel Carné (1951)
- Fanfan la Tulipe, regia di Christian-Jaque (1952)
- I sette peccati capitali (Les Sept péchés capitaux), regia di Georges Lacombe (1952)
- Le belle della notte (Les Belles de nuit), regia di René Clair (1952)
- Gli orgogliosi (Les Orgueilleux), regia di Yves Allegret (1953)
- Villa Borghese, regia di Vittorio De Sica e Gianni Franciolini (1953)
- Versailles (Si Versailles m'était conté), regia di Sacha Guitry (1954)
- Le amanti di Monsieur Ripois (Monsieur Ripois), regia di René Clément (1954)
- L'uomo e il diavolo (Le Rouge et le noir), regia di Claude Autant-Lara (1954)
- Grandi manovre (Les Grandes manoeuvres), regia di René Clair (1955)
- Gli anni che non ritornano (La Meilleure part), regia di Yves Allégret (1955)
- Si Paris nous était conté, regia di Sacha Guitry (1956)
- Le diavolerie di Till (Les Aventures de Till l'Espiègle), anche regia e sceneggiatura (1956)
- Le donne degli altri (Pot-Bouille), regia di Julien Duvivier (1957)
- Montparnasse, regia di Jacques Becker (1958)
- La vita a due (La Vie à deux), regia di Clement Duhor (1958)
- Il giocatore (Le Joueur), regia di Claude Autant-Lara (1958)
- Le relazioni pericolose (Les Liaisons dangereuses), regia di Roger Vadim (1959)
- L'isola che scotta (La Fièvre monte à El Pao), regia di Luis Buñuel (1959)

## Doppiatori italiani
- Giulio Panicali in La Certosa di Parma, I sette peccati capitali, Le amanti di Monsieur Ripois, Grandi manovre
- Giorgio Albertazzi in Le belle della notte, L'uomo e il diavolo
- Gianfranco Bellini in Il diavolo in corpo
- Leonardo Cortese in La bellezza del diavolo
- Nino Manfredi in Fanfan la Tulipe
- Paolo Ferrari in Le donne degli altri